# Mindre musspindel
Mindre musspindel (Scotophaeus blackwalli) är en spindelart som först beskrevs av Tord Tamerlan Teodor Thorell 1871.  Mindre musspindel ingår i släktet Scotophaeus och familjen plattbuksspindlar. Arten är reproducerande i Sverige.

## Underarter
Arten delas in i följande underarter:
- S. b. isabellinus
- S. b. politus